# 裴果
裴 果（はい か、生年不詳 - 567年）は、北魏から北周にかけての軍人・政治家。字は戎昭。本貫は河東郡聞喜県。

## 経歴
北魏の斉州刺史の裴遵の子として生まれた。前将軍・乾河軍主を初任とし、陽平郡丞に任じられた。宇文泰が并州に使者として立ったとき、裴果はその知遇をえた。529年、叛乱の討伐に従軍して、青袍を着て黄驄馬（黄色い葦毛の馬）に乗り、先頭に立って戦って敵陣を落としたので、「黄驄年少」と称された。532年、河北郡太守に任じられた。
537年、高歓が沙苑の戦いで敗れると、裴果は一族を率いて西魏に帰順した。538年の河橋の戦いや542年の玉壁の戦いに従軍して活躍した。543年、邙山の戦いに参加し、東魏の都督の賀婁烏蘭を生け捕りにした。帳内都督に補任され、平東将軍に転じた。後に楊忠の下で隨郡と安陸郡を平定し、功績により大都督の位を加えられ、正平郡太守に任じられた。権威と刑罰をふるって民衆に恐れられたが、反乱も息をひそめた。使持節・車騎大将軍・儀同三司・散騎常侍・司農卿に転じた。553年、尉遅迥の下で蜀を征討した。前軍に属して転戦し、剣閣を落とし、李慶保を破り、楊乾運を降すのに、いずれも功績があった。554年、竜州刺史に任じられ、冠軍県侯に封じられた。ときに竜州の民の張道と李祏が民衆を率いて蜂起し、州城を包囲した。竜州城には食糧と武器の備蓄がなく、兵士もまた少なかったので、裴果は計略を用いて防戦すると、反乱軍は退却した。そこで裴果は出兵して追撃し、連戦して撃破した。わずかの間に、竜州の治安を回復させた。後に陵州刺史に転じた。
557年、北周が建国されると、隆州刺史に任じられた。使持節・驃騎大将軍・開府儀同三司の位を加えられ、爵位は公に進んだ。560年、眉州刺史に転じた。565年、復州刺史となった。裴果の性格は厳格で、決断は果断即決であり、数州の刺史を歴任して豪族を抑制した。567年、在官のまま死去した。本官に加えて絳晋建三州刺史の位を追贈された。諡は質といった。
子の裴孝仁が後を嗣ぎ、建州・譙州・亳州の刺史を歴任した。

## 伝記資料
- 『周書』巻36 列伝第28
- 『北史』巻38 列伝第26